# One Kiss
Pour plus de détails, voir Fiche technique et Distribution.
One Kiss (Un bacio, littéralement « Un baiser ») est un film dramatique psychologique italien coécrit et réalisé par Ivan Cotroneo, sorti en 2016. Il s’agit de l’adaptation du roman éponyme d’Ivan Cotroneo (2010).

## Synopsis
Antonio est un joueur de basket-ball, une étoile montante, mais cela ne le rend pas populaire dans son école, qui se trouve dans une petite ville du nord de l'Italie. C'est un enfant silencieux et triste à la suite de la mort de son frère aîné. La plupart de ses coéquipiers le considèrent comme un idiot. Blu est une fille espiègle et intelligente, qui a eu des relations sexuelles avec son copain et trois de ses amis en même temps. Elle se bat contre des graffitis qui sont tagués sur les murs de l'école et qui la traitent de salope. Lorenzo est un jeune homme gay qui vient d'être accueilli dans un orphelinat de Turin. Son comportement est extravagant et porte un intérêt excessif à la mode. Les trois adolescents se lient d'amitié, luttant  avec succès contre l'intimidation des camarades de classe. Mais un seul baiser change leur avenir…

## Fiche technique
- Titre original : Un bacio
- Titre international et français : One Kiss
- Réalisation : Ivan Cotroneo
- Scénario : Ivan Cotroneo et Monica Rametta, d’après le roman éponyme d’Ivan Cotroneo (2010)
- Direction artistique : Ivana Gargiulo
- Costumes : Rossano Marchi
- Photographie : Luca Bigazzi
- Montage : Ilaria Fraioli
- Musique : Andrea Guerra
- Production : Francesca Cima
- Sociétés de production : Indigo Film ; Titanus et Rai Cinema (coproduction) ; Friuli Venezia Giulia Film Commission (soutien)
- Sociétés de distribution : Lucky Red (Italie) ; Optimale (France)
- Pays d’origine :  Italie
- Langue originale : italien
- Format : couleur
- Genre : drame psychologique
- Durée : 101 minutes
- Dates de sortie :
  - Italie : 31 mars 2016
  - France : 21 avril 2017

## Distribution
- Rimau Grillo Ritzberger : Lorenzo
- Valentina Romani : Blu
- Leonardo Pazzagli : Antonio
- Susy Laude : Stefania, mère de Lorenzo
- Thomas Trabacchi : Renato, père de Lorenzo
- Laura Mazzi : Ines, mère d’Antonio
- Sergio Romano : Vincenzo, père d’Antonio
- Simonetta Solder : Nina, mère de Blu
- Giorgio Marchesi : Davide, père de Blu
- Alessandro Sperduti : Massimo, frère d’Antonio

## Production

### Tournage
Ivan Cotroneo et l’équipe du tournage filment tous les scènes à Udine au Frioul-Vénétie Julienne, dont l’institut technico-commercial « G. G. Marinoni ».

### Musique
- Loud like Love, de Placebo
- Sweet Freeek, de Brand New Heavies
- Us Memory takes my Hand, de Craig Armstrong
- Bizarre Love Triangle, de New Order
- Sunday Girl, de Blondie
- Finding Beauty, de Craig Armstrong
- Dancing with Myself, de Generation X
- Born this Way, de Lady Gaga
- Doves and Ravens, de Lamb
- To the wonders, de STAG
- Hurts, de Mika
- Read all about it – Part III, de Emeli Sandé
- Hurts Remix, de Mika

## Accueil

### Sorties
Le film est sorti le 31 mars 2016 en Italie. En France, le 21 avril 2017.

### Critiques
Xavier Leherpeur du Nouvel Observateur assure que « le rejet, la solitude, la différence et la confusion des sentiments nourrissent un scénario qui au militantisme béat préfère une lucidité plus mélancolique. Le trait est parfois appuyé, mais l’inattendu changement de registre rappelle que les combats pour la reconnaissance de toutes et tous sont loin d’être remportés », et Nicolas Didier de Télérama souligne que « les trois portraits sensibles de lycéens confrontés à l'homophobie ordinaire alimentent de vaporeux plans-séquences, notamment lors des scènes dansées. Dommage, en revanche, que le dénouement soit si peu subtil ».
Christophe Narbonne de Première lui attribue une seule étoile sur cinq, ne le trouvant « pas bien malin, faussement profond (les dialogues d’Antonio avec le fantôme de son frère, oups…), émaillé de séquences musicales ineptes, One Kiss condense le pire du coming of age movie ».

## Distinctions

### Récompenses
- Ciak d'oro 2016 :
  - Meilleure photographie pour Luca Bigazzi (en même temps que Youth)
  - Alice/Giovani pour Ivan Cotroneo
- Globe d'or 2016 : Meilleur scénario pour Ivan Cotroneo et Monica Rametta
- Ruban d'argent 2016 : Prix Guglielmo Biraghi pour Rimau Grillo Ritzberger, Valentina Romani, Leonardo Pazzagli et Alessandro Sperduti

### Nominations
- Ciak d'oro 2016 :
  - Meilleur scénario pour Ivan Cotroneo et Monica Rametta
  - Meilleur acteur dans un second rôle pour Thomas Trabacchi
  - Meilleure affiche pour Federico Mauro
- Globe d'or 2016 : Meilleure photographie pour Luca Bigazzi
- Festival international du film de Guadalajara 2017 : Meilleur film pour Ivan Cotroneo